# 櫸坂46 THE LAST LIVE
《櫸坂46 THE LAST LIVE》（日语：／ Keyakizaka46 THE LAST LIVE */?）是日本女子偶像組合櫸坂46在2020年10月12日至10月13日於日本東京都澀谷區國立代代木競技場第一體育館舉行的演唱會，於2021年3月24日以DVD和藍光光碟的形式發售，為櫸坂46的第5部也是最後的現場影像作品。

## 背景與發行
2020年7月16日，櫸坂46在網絡直播公演「KEYAKIZAKA46 Live Online, but with YOU!」中宣佈於10月舉行「櫸坂46 THE LAST LIVE」後改名，同年8月17日宣佈在10月12日和10月13日於國立代代木競技場第一體育館舉行，並且按照日本政府對於2019冠狀病毒病日本疫情的規定開放部分觀眾席，不過隨著疫情日漸嚴重，最終在9月18日決定全面改為網絡直播，不設現場觀看。9月30日，成員石森虹花宣佈即時畢業，並且不參加公演，其後在10月9日，另一成員佐藤詩織也宣佈畢業，不過仍然參加公演。在公演最後一天，櫸坂46首次演唱作為櫻坂46的出道單曲Nobody's fault。
2021年2月2日，櫻坂46宣佈推出公演的DVD和藍光光碟影像，並且於同年3月12日於YouTube公開首日公演的精選影像，翌日則公開第二天的精選影像，3月22日公開收錄於其中的紀錄片「Documentary of THE LAST LIVE 〜登上櫸坂的眾人〜」的預告片。
在Oricon公信榜中，櫸坂46 THE LAST LIVE在DVD和藍光週榜的銷量分別是8,493部和25,287部，DVD和藍光合算榜總計銷量為33,780部，三部門均位列週榜第1位，連續5部均取得首位，同時刷新由自己保持的自第一部音樂影像作品開始連續三部門同時取得首位的紀錄。

## 收錄內容
| DISC1 | DISC1                    |
| 曲序  | 曲目                     |
| ----- | ------------------------ |
| 1.    | 開場                     |
| 2.    | Overture                 |
| 3.    | 沉默的多數               |
| 4.    | 大人都不相信             |
| 5.    | 獨特自我                 |
| 6.    | 談談未來吧…              |
| 7.    | 星期一的早晨，裙子被剪了 |
| 8.    | Student Dance            |
| 9.    | 萬花筒                   |
| 10.   | 澀谷川                   |
| 11.   | I'm out                  |
| 12.   | Nobody                   |
| 13.   | 從哪能看見東京鐵塔？     |
| 14.   | 避雷針                   |
| 15.   | 不協和音                 |
| 16.   | 你已不在                 |
| 17.   | 不再尋找你               |
| 18.   | 該回去森林了吧？         |
| 19.   | 黑羊                     |
| 20.   | 結尾                     |

| DISC2 | DISC2                |
| 曲序  | 曲目                 |
| ----- | -------------------- |
| 1.    | 開場                 |
| 2.    | Overture             |
| 3.    | 危險計劃             |
| 4.    | 牽手回家吧           |
| 5.    | 兩人季節             |
| 6.    | 太陽不會選擇抬頭的人 |
| 7.    | 制服與太陽           |
| 8.    | 世界上只有愛         |
| 9.    | 集中精神             |
| 10.   | Deadline             |
| 11.   | 跳進十月的泳池       |
| 12.   | 砂塵                 |
| 13.   | 就算風吹             |
| 14.   | 矛盾心理             |
| 15.   | 打破玻璃！           |
| 16.   | 誰來鳴響那鐘聲？     |
| 17.   | 沉默的多數           |
| 18.   | 結尾                 |
| 19.   | Nobody's fault       |

| DISC3 | DISC3                                           |
| 曲序  | 曲目                                            |
| ----- | ----------------------------------------------- |
| 1.    | Documentary of THE LAST LIVE 〜登上櫸坂的眾人〜 |

## 外部連結
- YouTube上的
- YouTube上的
- YouTube上的